# Samuel Kalu
Samuel Kalu (* 26. August 1997 in Aba, Abia) ist ein nigerianischer Fußballspieler. Der Flügelspieler stand zuletzt beim englischen Club FC Watford unter Vertrag und ist nigerianischer Nationalspieler. Derzeit ist er vereinslos.

## Vereinskarriere
In seiner Jugend wurde Kalu in der nigerianischen GBS Academy ausgebildet. Am 9. Dezember 2015 unterzeichnete er einen Zweijahresvertrag beim slowakischen Erstligisten AS Trenčín. Am 27. Februar 2016 debütierte er für Trenčín gegen ŠK Slovan Bratislava und konnte sich in der Folge als Stammspieler etablieren. Am Saisonende gewann er mit dem Verein das Double aus Meisterschaft und Pokal. Am 4. Januar 2017 wechselte er zum belgischen Klub KAA Gent. Die Ablösesumme lag bei einer Million Euro. Für eine Ablöse von 10 Millionen Euro wechselte er am 6. August 2018 zu Girondins Bordeaux nach Frankreich und unterschrieb einen Vertrag mit fünfjähriger Laufzeit. Im Januar 2022 wechselte er für eine Ablösesumme von drei Millionen Euro weiter zum FC Watford in die englische Premier League, kam dort bis zum Saisonende jedoch nur in vier Spielen zum Einsatz und stieg mit der Mannschaft in die EFL Championship ab. Verletzungsbedingt verpasste er große Teile der anschließenden Saison 2022/23. Im September 2023 wurde er bis zum Saisonende mit anschließender Kaufoption an den Schweizer Erstligisten FC Lausanne-Sport ausgeliehen.

## Nationalmannschaft
Er gab am 8. September 2018 sein Debüt für Nigeria bei einem 3:0-Auswärtssieg auf den Seychellen. Am 13. Oktober 2018 erzielte er für die nigerianische Nationalmannschaft sein erstes Tor. Kalu erzielte dabei den Endstand bei einem 4:0-Sieg gegen Libyen.

## Erfolge
- Slowakischer Meister: 2016
- Slowakischer Pokalsieger: 2016

## Persönliches
Anfang 2019 wurde Kalus Mutter in Nigeria entführt und nach einer Lösegeldzahlung sechs Tage später freigelassen.